# الکساندرا سولداتووا
الکساندرا سولداتووا (به انگلیسی: Alexandra Soldatova) ژیمناست زادهٔ ۱ ژوئن ۱۹۹۸ میلادی اهل کشور روسیه است.